# St. Leonhard (Götteldorf)

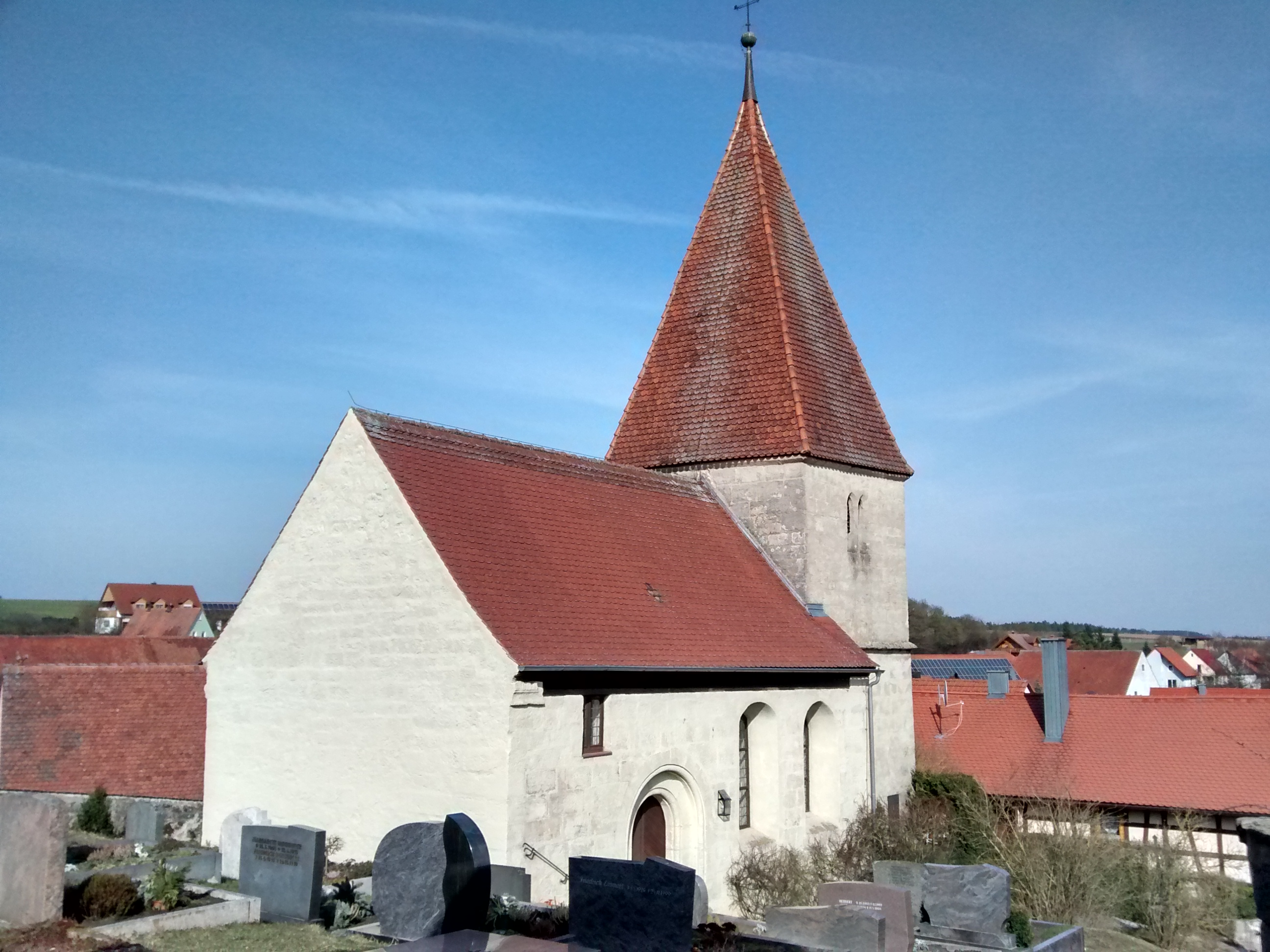
Götteldorf, St. Leonhard

St. Leonhard ist eine nach dem Heiligen Leonhard von Limoges benannte evangelisch-lutherische Kirche in Götteldorf (Dekanat Ansbach).
St. Leonhard wurde im späten 13. Jahrhundert auf einem Hügel als Wehrkirche errichtet und war von Anbeginn eine Filiale von St. Andreas in Dietenhofen. Die aus Sandsteinquadern gebaute Kirche hat einen zweigeschossigen Chorturm mit vierseitigem Zeltdach (Osten) mit spitzdachigem Saalbau (Westen) und Sakristei (Norden, 1584 angebaut) und ist samt Friedhof von einer Mauer umgeben.
Der Chor hat einen quadratischen Grundriss und wird von einem einfachen Kreuzrippengewölbe abgeschlossen. Durch einen Spitzbogenzugang ist er mit der Sakristei und mit einer Rundbogenöffnung mit dem Saalbau verbunden. Auf dem Turm findet man an der Ostseite des Erdgeschosses das Brandenburgische Wappen. Auf dem Außeneingang der Sakristei ist ein Leonrod’sches Wappen mit der Jahreszahl 1584 angebracht.
Der Saal ist innen flach gedeckt, einschiffig und ohne Emporen. Er hat an der Südseite zwei Spitzbogenfenster und ist durch ein spätromanisches Stufenportal zugänglich. Es gab ursprünglich einen Hochaltar, einen Nebenaltar und Nischenaltäre. Auf dem Hochaltar standen Schreinfiguren der Heiligen Leonhard und Johannes, auf den Nischenaltären spätgotische, aus Lindenholz gefertigte Heiligenfiguren des 15. Jahrhunderts. Mit dem Einzug der Lehre Martin Luthers im Jahr 1524 wurden die Neben- und Nischenaltäre beseitigt und die Heiligenfiguren in der Sakristei aufgehängt. Der Taufstein wurde 1730 gestiftet, die Kanzel stammt aus dem 18./19. Jahrhundert.
Von 1968 bis 1977 wurde die Kirche renoviert. Hierbei mussten das Dach, die Innen- und Außenwände und Fußböden saniert werden. Auch die Holzfiguren wurden wiederhergestellt und neu platziert. Bei den Renovierungsarbeiten fand sich auch die Altarplatte des Seitenaltars, der ebenfalls wiederhergestellt wurde. Es konnte auch ein Gemälde mit Maria, Teil einer Verkündigungsszene, freigelegt werden, das Michael Wolgemut zugeschrieben und auf das Jahr 1490 datiert werden kann.
Die Kirchengemeinde hat derzeit 110 Gemeindeglieder.